# Cantonul Chaudes-Aigues
Cantonul Chaudes-Aigues este un canton din arondismentul Saint-Flour, departamentul Cantal, regiunea Auvergne, Franța.

## Comune
- Anterrieux
- Chaudes-Aigues (reședință)
- Deux-Verges
- Espinasse
- Fridefont
- Jabrun
- Lieutadès
- Maurines
- Saint-Martial
- Saint-Rémy-de-Chaudes-Aigues
- Saint-Urcize
- La Trinitat